# فوي فوي أونج
فيو فيو أونج
 (بالإنجليزية: Phyo Phyo Aung)‏ هي ناشطة سياسية من بورما (ميانمار). والدها هو أيضًا ناشط سياسي تم اعتقاله مرارًا وتكرارًا وحُكم عليه بالسجن لفترات طويلة في ظل النظام العسكري. كانت تبلغ من العمر عامًا واحدًا عندما تم اعتقال والدها وحُكم عليه لمدة 20 عامًا في عام 1989.
وهي إحدى الأشخاص في حملة أطلقوا سراح ال20 والتي أطلقتها السفيرة الأمريكية لدى الأمم المتحدة سامانثا باور.

## خلفية عن تاريخها السياسي واعتقالها
شاركت فيو فيو أون في ثورة الزعفران في عام 2007 واختبأت بعدها. عملت فيو مع والدها في جمع الجثث لدفنها بعد إعصار نرجس الذي ضرب منطقة الدلتا في مايو 2008. تم القبض على كلاهما مع آخرين أثناء رحلتهم إلى يانغون، وحكمت عليها الطغمة العسكرية في يونيو / حزيران 2008 بالسجن لمدة 4 سنوات. كانت فيو تدرس الهندسة المدنية في ذلك الوقت. تم إطلاق سراحها من سجن ماولاميين في أكتوبر 2011 وأصبحت السكرتيرة العامة لاتحاد عموم بورما لاتحادات الطلاب (ABFSU) وعضوًا في اللجنة الرائدة لحركة التعليم الديمقراطي في سن السابعة والعشرين. أصبحت رائدة بارزة في حملة إصلاح التعليم في 2014-2015. كانت فيو واحدة من قادة الطلاب الذين خرجوا من ماندالاي إلى يانغون للاحتجاج على مشروع قانون التعليم الوطني الجديد، وتم قمع الاحتجاج بقسوة من قبل قوة شرطة ميانمار في بلدة ليتبادان في 10 مارس 2015. حضرت فيو الاجتماعات مع الوزراء والعديد من أصحاب المصالح لمناقشة مشروع قانون التعليم والإصلاح في يانغون، وبعد ذلك تم إلقاء القبض عليها

## تكريمها
أشاد بشجاعتها الرئيس الأمريكي السابق جورج دبليو بوش. حصلت على جائزة مواطن بورما لعام 2015. أعلنت منظمة العفو الدولية أن فيو سجينة رأي.
أُفرج عنها في أبريل 2016.